# Ami James
Ami James (Sharm el-Sheikh, 6 aprile 1972) è un personaggio televisivo e tatuatore statunitense.

## Biografia
È nato nell'allora israeliana località di Sharm el-Sheikh, da padre americano e madre rumena. Risiede a Miami, negli Stati Uniti, da quando aveva 12 anni, anche se la maggior parte dei suoi parenti sono ancora in Israele. Prima di raggiungere la popolarità come tatuatore, James faceva parte delle forze armate israeliane.

## Carriera
È proprietario dello studio di tatuaggi "Wooster Street Social Club" situato a New York e co-proprietario di Miami Ink, un negozio-laboratorio di tatuaggi a Miami, in Florida, del quale ha la responsabilità del controllo creativo sulle realizzazioni dei dipendenti. 
Presso Miami Ink dal 2005 al 2008 è stato realizzato l'omonimo reality show, trasmesso su DMAX, che narra la vita del laboratorio di tatuaggi. La trasmissione ha mostrato il carattere estremamente difficile e irascibile di James.
Nel 2011 partecipa ad un secondo reality show "NY Ink", trasmesso sempre su DMAX, che racconta il trasferimento a New York e l'apertura del nuovo studio di tatuaggi.
Oltre a ad essere un tatuatore, James ha anche disegnato modelli di telefono cellulare per Motorola.